# Ліс Діна

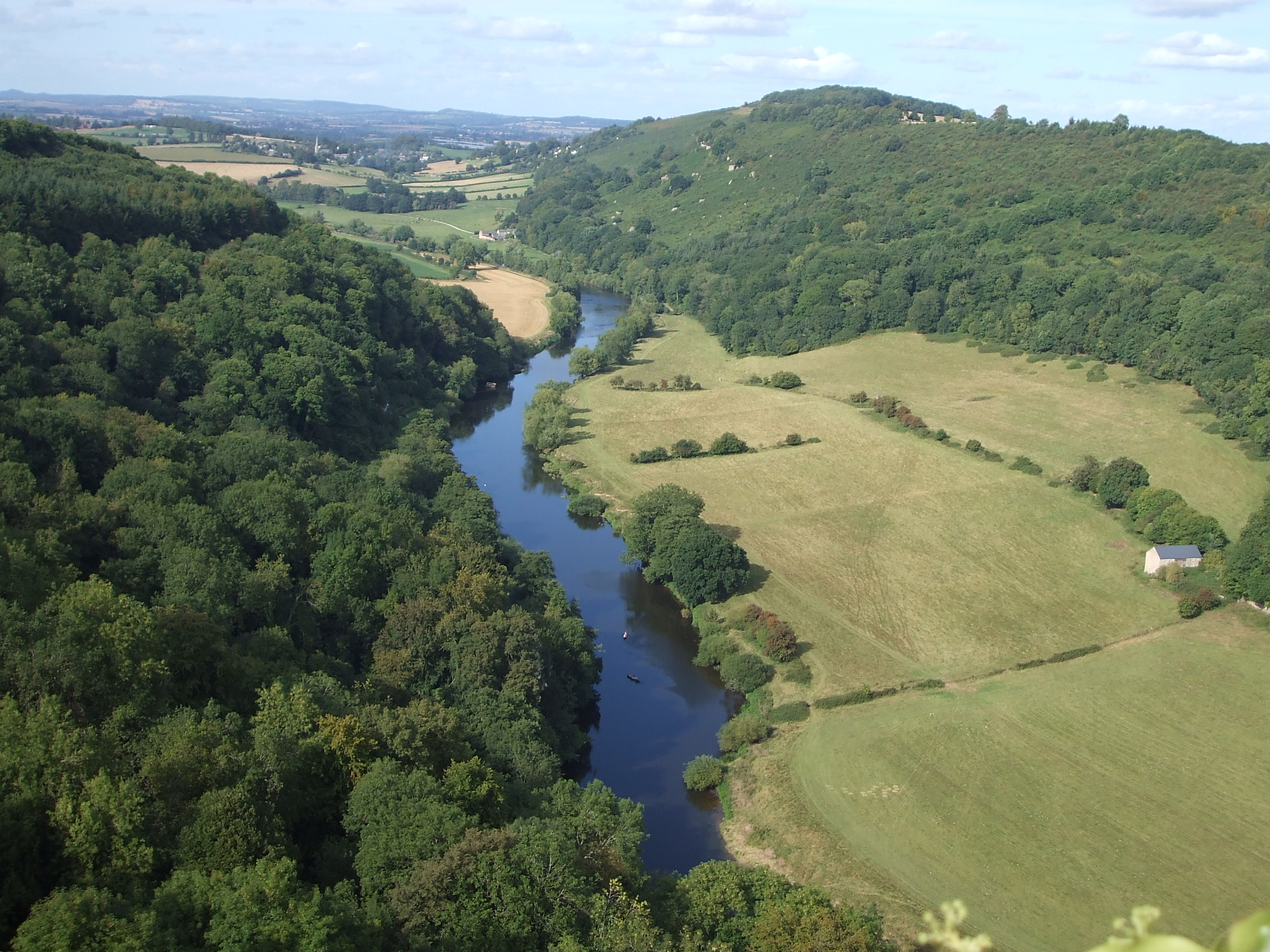

Ліс Діна — ліс та водночас історична й географічна область у графстві Глостершир, Англія. Ліс має форму трикутника та тягнеться від річки Вайн на півночі та заході, річки Северн на півдні та міста Глостер на сході. Площа області — 110 квадратних кілометрів, більша її частина покрита лісом. Ліс Діна є найстарішим лісом Англії. Через нього проходить межа між графством Глостершир та Уельсом.

## Історія
Ліс Діна був оголошений королівським лісом ще майже 1000 років тому, в часи Вільгельма Завойовника, з метою проведення там регулярного полювання через велику кількість дичини. Область лісу була заселена задовго до завоювання Англії норманами в 1066 році. Першими жителями лісової громади були брити Залізної доби, потім там оселилися римляни, які почали в околицях видобуток залізної руди, а з дерев виробляли деревне вугілля. 
Незважаючи на те, що ліс належав королю, всім жителям сіл, розташованих у лісі, було дано королівський дозвіл на право видобувати там вугілля. Дерева лісу Діна були використані для спорудження багатьох кораблів королівського флоту, зокрема корабля «Вікторі» адмірала Гораціо Нельсона.
Багаті родовища вугілля призвели до створення великої кількості шахт у цій місцевості під час промислової революції. Промисловий видобуток вугілля в регіоні припинився лише 1965 року.
Зараз область лісу Діна живе насамперед за рахунок туризму, жителі навколишніх сіл заробляють собі на життя переважно на місцевих курортах.

## Флора та фауна
Флору лісу складають переважно дуб, тополя, бук, сосна.
У минулому в лісі водилося безліч оленів, але після сторіч полювання вони поступово зникли. Після завершення Другої світової війни у ліс знову завели оленів. Раніше в лісі також мешкали червоні білки, але нині їх вже не залишилося. Проте в лісі як і раніше чимало багато сірих білок, а також лісових кабанів.